# Przejście graniczne Bogatynia-Kunratice
Przejście graniczne Bogatynia-Kunratice – polsko-czeskie drogowe przejście graniczne położone w województwie dolnośląskim, w powiecie zgorzeleckim, w gminie Bogatynia, w miejscowości Bogatynia, zlikwidowane w 2007.

## Opis
Przejście graniczne Bogatynia-Kunratice z miejscem odprawy granicznej po stronie polskiej w miejscowości Bogatynia, zostało utworzone 3 czerwca 2002. Czynne było przez całą dobę. Dopuszczony był ruch pieszych, rowerzystów, motocykli, autokarów, samochodów osobowych, samochodów ciężarowych o dopuszczalnej ładowności do 3,5 tony zarejestrowanych w Polsce i Czechach, z wyłączeniem ładunków niebezpiecznych i mały ruch graniczny. 6 kwietnia 2007 rozszerzono ruch samochodów ciężarowych na wszystkie kraje.
Do przejścia po polskiej stronie prowadziła droga wojewódzka nr 352.
21 grudnia 2007 na mocy układu z Schengen przejście graniczne zostało zlikwidowane.

## Galeria

Przejście graniczne Bogatynia-Kunratice
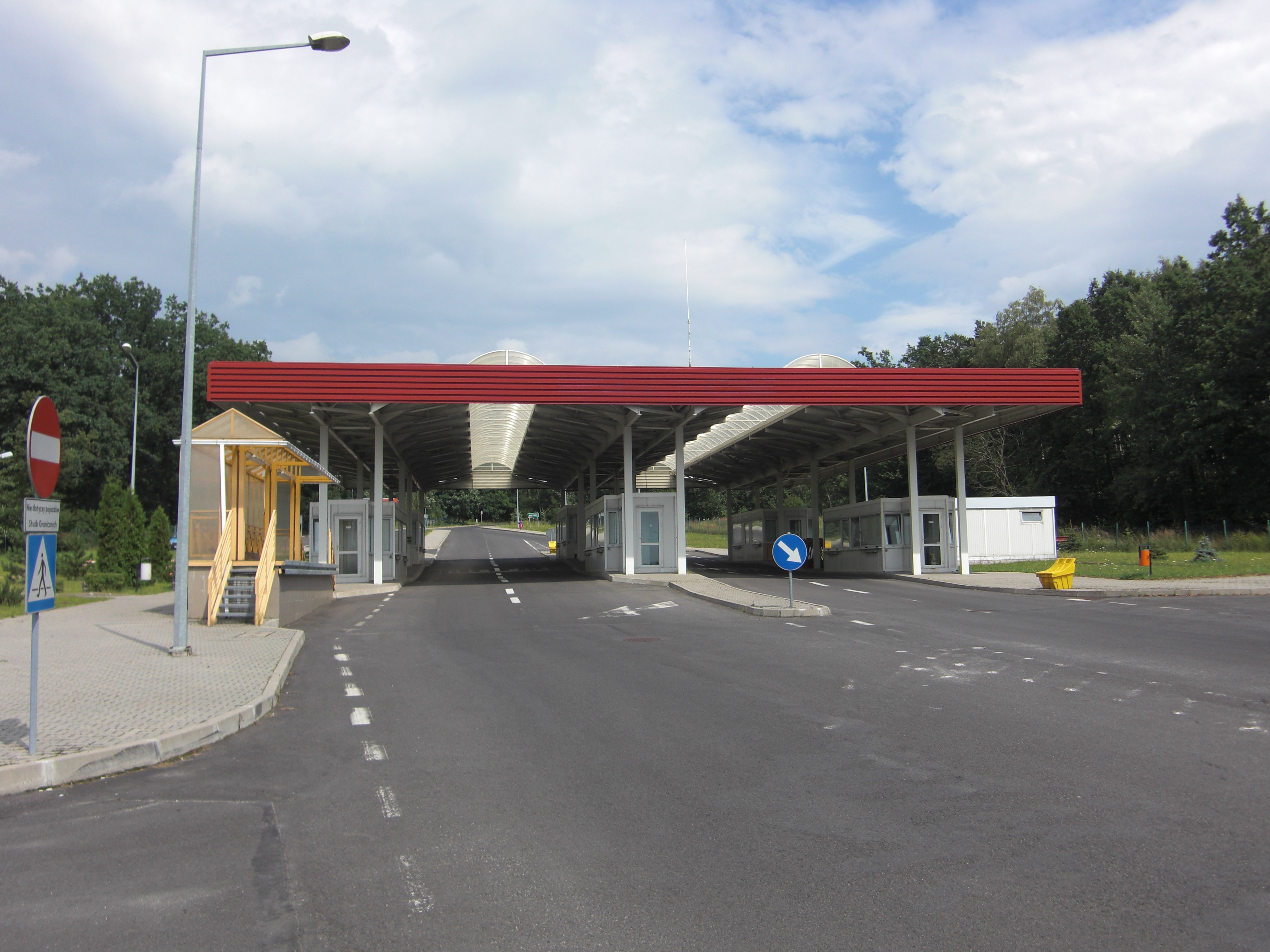
(lipiec 2008)
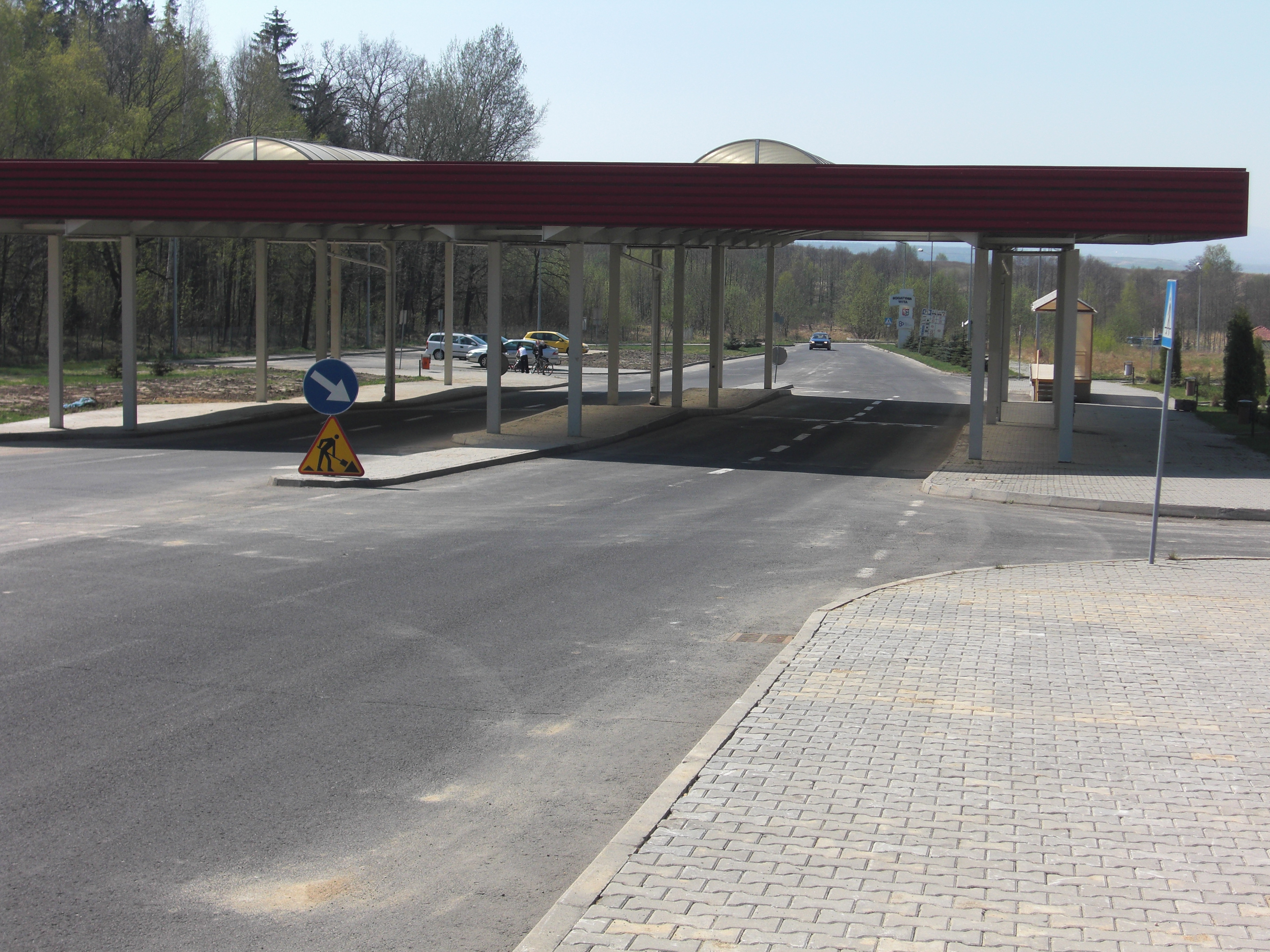
(kwiecień 2009)